# Місце викопної фауни біля села Калфа
Місце викопної фауни біля села Калфа (рум. Amplasamentul de faună de lângă satul Calfa) — пам'ятка природи геологічного або палеонтологічного типу в Аненій-Нойському районі Молдови. Розташоване на північний захід від села Калфа, на схід від мосту через залізницю, на правому березі річки Бик. Має площу 35 га,  або 11,79 га за деякими пізнішими оцінками. Об'єкт перебуває у віданні сільськогосподарського виробничого кооперативу «Вієрул».

## Опис
Скам'янілий пункт Калфа відкритий на початку XX століття російським геологом Володимиром Ласкарєвим. У другій половині XX століття стоянка вивчена більш ретельно, в тому числі палеонтологом Александру Лунгу.
На стоянці знайдено скелетні останки ссавців, птахів, рептилій, риб, молюсків і деяких рослин, накопичених в основі сарматської скелі. Колекція є однією з найбагатших, найрізноманітніших і найдавніших середньосарматських у Європі.
Більшість виявлених тварин були ссавцями ( Hemisorex suhovi, Proochotona calfense, Neocricetodon (Kowalskia) moldavica, Mahairodus lascarevi, Hippotherium sarmaticum, Lagomeryx flerovi, Schizochoerus vallezensis), менше рептиліями (Sarmatemys lungui, Vipera sarmatica) та іншими.

### Стратиграфічний розріз
Стратиграфія стоянки Калфа представлена такими розділами: 
| Немає. | Товщина (м) | Назва                                           |
| ------ | ----------- | ----------------------------------------------- |
| 1      | 0,3         | чорнозем                                        |
| 2      | 2.5         | глина                                           |
| 3      | 1.5         | викопний ґрунт                                  |
| 4      | 1.4         | діагонально розташовані піщані лінзи            |
| 5      | 1.7         | гравій різного розміру                          |
| 6      | 1.7         | вапнякова глина з скам'янілістю тварин і гравій |
| 7      | 0,7         | вапняк із скам'янілостями тварин                |
| 8      | 0,2         | вапняк з гравієм                                |
| 9      | 0,3-1,2     | піщана глина                                    |
| 10     | 1.3         | вапняк з валунами                               |
| 11     | 0,2-0,3     | вапняна глина з валунами                        |
| 12     | 0,5-0,6     | вапняк з валунами та викопною фауною            |
| 13     | 0,2         | вапняк з валунами та викопною фауною            |
| 14     | 0,6-0,7     | вапняк з валунами та викопною фауною            |
| 15     |             | вапняк з ерозіями в основі                      |

## Статус охорони
Постановою Ради Міністрів Молдавської РСР від 13.03.1962 р. № 111 об'єкт взято під охорону держави. Охоронний статус підтверджено Постановою Ради Міністрів Молдавської РСР від 8 січня 1975 р. № 5 та Законом № 1538 від 25 лютого 1998 року про фонд природних територій, що охороняються державою. Землевласником пам'ятки природи є сільськогосподарський виробничий кооператив "Вієрул".
Палеонтологічна стоянка становить особливий інтерес для вивчення еволюції верхньоміоценової наземної фауни хребетних у Молдові та на всьому континенті.
Станом на 2016 рік природна територія не розмежована, немає жодного інформаційного табло чи будь-якого попередження про охоронний статус. На території заповідної території видобувають камінь.